# Elektronický šum
Elektronický šum je náhodné kolísání nebo tvorba nežádoucího samovolného elektrického signálu, jehož hlavním znakem je to, že jde o nechtěnou a rušivou složku elektrického signálu. Vytváření šumu doprovází prakticky jakoukoli elektronickou součástku či zařízení.
Jednotlivé druhy šumu se dělí podle vzniku, projevů a dopadů a většinou mají i názvy podle svých určitých charakteristik.
Úroveň šumu, tedy neužitečného signálu, je nejdůležitější při posuzování v poměru k úrovni užitečného signálu, resp. ve chvílích „čtení“ signálu a informací. Platí nepřímá úměra: čím je odstup signál–šum větší, tím je nežádoucí dopad šumu menší.
Eliminací (redukci) šumu, zejména při zpracování zvuku, zasvětil celý život Ray Dolby a založil na tom své podnikání. Technologie, vyvinuté ním a jeho společností Dolby Laboratories hrají klíčovou roli v kvalitě a možnostech zvuku v hudebních nebo filmových nahrávkách a v elektronických zařízeních pro přenos a reprodukci zvuku.
Občas je šum dokonce prospěšný – například při generování náhodných čísel v digitální technice. Čistě digitální technika a v ní použity matematické algoritmy nedokážou vypočítat perfektně náhodné číslo pomocí programového kódu či algoritmů. Více či méně je předvídatelné, nebo se sekvence opakují. Pokud je nutné dosáhnout opravdu spolehlivého faktoru náhody, šum je jediný opravdu náhodný vstup informací, na základě kterého se dá náhodné číslo vygenerovat.
V posledním období se elektronický šum, produkovaný výpočetní technikou, stává cílem špionáže.

## Tepelný šum
Je v principu všudypřítomný a vzniká náhodným tepelným pohybem nabitých částic (zpravidla elektronů) v rámci elektrických vodičů a zařízení. Teoreticky se dá říci, že tepelný šum není generován jen ve vodičích, jejichž teplota je rovna nebo téměř rovná absolutní nule. Jakákoliv vyšší teplota (i o jeden Kelvin) již znamená náhodný pohyb elektronů a tedy vznik šumu.
Tento fakt se využívá například při konstrukci vědeckých aparatur, kde šum znamená významnou a nechtěnou odchylku od naměřených dat.
Jako příklad mohou posloužit vědeckovýzkumné satelity WISE, WIRE nebo COBE, jejichž superpřesné vědecké měřící systémy musely být chlazené na teplotu co nejbližší absolutní nule.
Tento druh šumu je zároveň jedním z hlavních viníků zhoršení obrazu z digitálního fotoaparátu, kde se na jeho označení používá i název digitální šum.
Podle jeho charakteru se nazývá i bílý šum, protože prochází celým spektrem frekvenčního rozsahu (tak jako bílé světlo obsahuje spektrum všech jednotlivých barev).

## Schottkyho šum
Schottkyho šum (někdy také výstřelový šum) vzniká při přerušování proudů elektronů v klopných elektronických obvodech a dá se přirovnat k rázové zvukové vlně po výstřelu. Proud elektronů je při činnosti klopných obvodů prudce zastaven nebo uvolněný, což vyvolá elektronický ekvivalent rázové vlny. Ta se šíří vodiči a při rychlém přepínání toku elektronů vzniká šum, který by se dal přirovnat zvuku deště na plechové střeše. Šum deště je zvuk poměrně konstantní úrovně, ale je tvořen množstvím miniaturních nárazových vln (dopadů kapek).

## Kmitavý šum
Je také známý i jako 1/f šum nebo jako růžový šum. Je to signál nebo proces, jehož výkonová frekvenční hustota je přímo úměrná převrácené hodnotě frekvence. Při zdvojnásobení frekvence klesne energie o 3 dB. Zvukové systémy a aparatury se testují často právě za pomoci růžového šumu aby se zjistilo, zda dokáží splnit požadované nároky přenosu v celém rozsahu.
Dalšími, méně vyskytujícími se druhy jsou červený šum (Brownův), modrý, purpurový, šedý, zelený i černý.